# Puujärvi
Puujärvi är en sjö i Lojo stad i Finland.   Den ligger i landskapet Nyland, i den södra delen av landet, 70 km väster om huvudstaden Helsingfors. Puujärvi ligger 46,2 meter över havet. Arean är 6,4 kvadratkilometer och strandlinjen är 25,91 kilometer lång. Sjön  ingår i Karisåns huvudavrinningsområde.   I omgivningarna runt Puujärvi växer i huvudsak blandskog.
I övrigt finns följande i Puujärvi:
- Pikkukari (en ö)
- Vähäsaari (en ö)
- Kivisaari (en ö)
- Kirkkosaari (en ö)
- Tupasaari (en ö)

Följande samhällen ligger vid Puujärvi:
- Karislojo (1 657 invånare)